# Paracroria griseocincta
Paracroria griseocincta är en fjärilsart som beskrevs av George Francis Hampson 1902. Paracroria griseocincta ingår i släktet Paracroria och familjen nattflyn. Inga underarter finns listade i Catalogue of Life.